# Entella orientalis
Entella orientalis är en bönsyrseart som beskrevs av Giglio-tos 1915. Entella orientalis ingår i släktet Entella och familjen Mantidae. Inga underarter finns listade i Catalogue of Life.